# Hovedserien (1937/1938)
Sezon Hovedserien rozegrany został na przełomie 1937 i 1938 roku. Był to 4. sezon rozgrywek o Mistrzostwo Norwegii w hokeju na lodzie. W rozgrywkach wzięło udział 8 zespołów podzielonych na dwie grupy.

## Sezon zasadniczy
Uczestniczyło w nim 8 drużyn podzielonych na dwie grupy – A i B, które rozegrały po 6 spotkań w każdej z grup. Zwycięzcy grup spotkali się w meczu finałowym, w którym rywalizowali o mistrzostwo Norwegii. Dwie najsłabsze drużyny z każdej z grup rywalizowały – najpierw między sobą, a następnie przegrany meczu ze zwycięzcą niższej klasy rozgrywkowej – o utrzymanie.

### Tabela grupy A
| Lp. | Zespół     | M | Pkt | W | R | P | G + | G - | +/- |
| --- | ---------- | - | --- | - | - | - | --- | --- | --- |
| 1   | Grane SK   | 6 | 12  | 6 | 0 | 0 | 33  | 2   | +31 |
| 2   | SK Forward | 6 | 5   | 2 | 1 | 3 | 8   | 17  | -9  |
| 3   | Furuset IF | 6 | 4   | 1 | 2 | 3 | 4   | 14  | -10 |
| 4   | SK Strong  | 6 | 3   | 0 | 3 | 3 | 1   | 13  | -12 |

### Tabela grupy B
| Lp. | Zespół         | M | Pkt | W | R | P | G + | G - | +/- |
| --- | -------------- | - | --- | - | - | - | --- | --- | --- |
| 1   | SFK Trygg      | 6 | 9   | 4 | 1 | 1 | 10  | 5   | +5  |
| 2   | Holmen Hockey  | 6 | 7   | 3 | 1 | 2 | 9   | 6   | +3  |
| 3   | Hasle-Løren IL | 6 | 6   | 3 | 0 | 3 | 6   | 7   | -1  |
| 4   | Stabæk IF      | 6 | 2   | 1 | 0 | 5 | 5   | 12  | -7  |

- = drużyny zapewniające sobie awans do finału,       = drużyny walczące o utrzymanie
- L = lokata, M = liczba rozegranych spotkań, Pkt = Liczba zdobytych punktów, W = Wygrane, R = Remisy, P = Porażki (ogółem), G+ = Gole strzelone, G- = Gole stracone, +/- Różnica bramek

## O utrzymanie

### Pierwsza runda
|  | SK Strong |  | Stabæk IF | Oslo |

### Druga runda
|  | B.14 |  | Stabæk IF | Oslo |

## Finał
| 13 marca 1938 | SFK Trygg | 2:0 | Grane SK | Oslo |

|  |  |  |  |  |

| Mistrz Norwegii 1937/1938 |
| --- |
| SFK Trygg 2. tytuł Skład: Arnfinn Jermstad, Sven Malver, Odd Rasmussen, Carsten Christensen, Kaare Hanssen, Knut Bøgh, Per Andersen, Erik Isaksen, Jan Miøen |